# Свети Архангел Михаил (Долно Сърбци)
Вижте пояснителната страница за други значения на Свети Архангел Михаил.
„Свети Архангел Михаил“ (на македонска литературна норма: „Свети Архангел Михаил“) е църква в битолското село Долно Сърбци, част от Преспанско-Пелагонийската епархия на Македонската православна църква – Охридска архиепископия.
Църквата представлява еднокорабен гробищен храм с полукръгла апсида на изток и входове от юг и от запад. Построен е към края на 60-те години на XX век върху основите на по-стара църква. Храмът е забележителен със запазената интериорна украса, пренесена от старата църква. Презничните и горните икони са с лошо качество и са от времето на строежа на църквата, но иконостасният кръст с разпятието в най-горната зона е възрожденски – от XIX век. Основна забележителност на храма са царските двери на входа към олтара. Те са с изображение на Благовещение и датират от средата на XVI век. Най-вероятно са дело на големия зограф Онуфрий Аргитис.
- Детайл от царските двери
- Детайл от царските двери